# 西頓山
70°36′S 67°27′E / 70.600°S 67.450°E
西頓山（英語：Mount Seaton）是南極洲的山峰，位於麥克羅伯特森地，處於桑迪蘭茲冰原島峰以南6公里，屬於查爾斯王子山脈的一部分，在1957年1月由澳大利亞探險隊被繪入地圖，現時由南極條約體系管理。